# 達美航空中心
達美航空中心（英語：Delta Center）建於美國猶他州鹽湖城的中心地帶。擁有人為拉里·H·米勒，他為了他的球隊猶他爵士隊有新場館決定興建此建築。1990年開始興建，只費時年半便落成。當初的命名權由達美航空贊助，但由於達美航空於15年的命名權期限到後，便沒有再贊助命名權。所以命名權改由一所核廢料處理商能源方案贊助。2016年改為Vivint冠名，2023年1月14日達美航空再次取得冠名權，並於7月1日生效。座位可調節作不同的用途，曾是2002年冬季奧林匹克運動會的室內冰上運動場館。

## 歷史
生活智能家居球館的建造是為了給猶他爵士及鹽湖城金鷹隊代替在1991年需要拆除的鹽宮會展中心，鹽宮會展中心有12,616個座位。而新建的生活智能家居球館則有20,000個座位
首場比賽於1991年10月16日鹽湖城金鷹隊與Peoria Rivermen對決，最終賽果為金鷹隊以2:4落敗。而第一場的籃球比賽為猶他爵士隊的季前賽對由紐約尼克，最終賽果為95:101。

## 特色
- 門外有兩個分別為卡爾·馬龍及約翰·斯托克頓的銅像。

## 外部連結
- 官方網站 （页面存档备份，存于）